# Naturschutzgebiet Hünenpforte

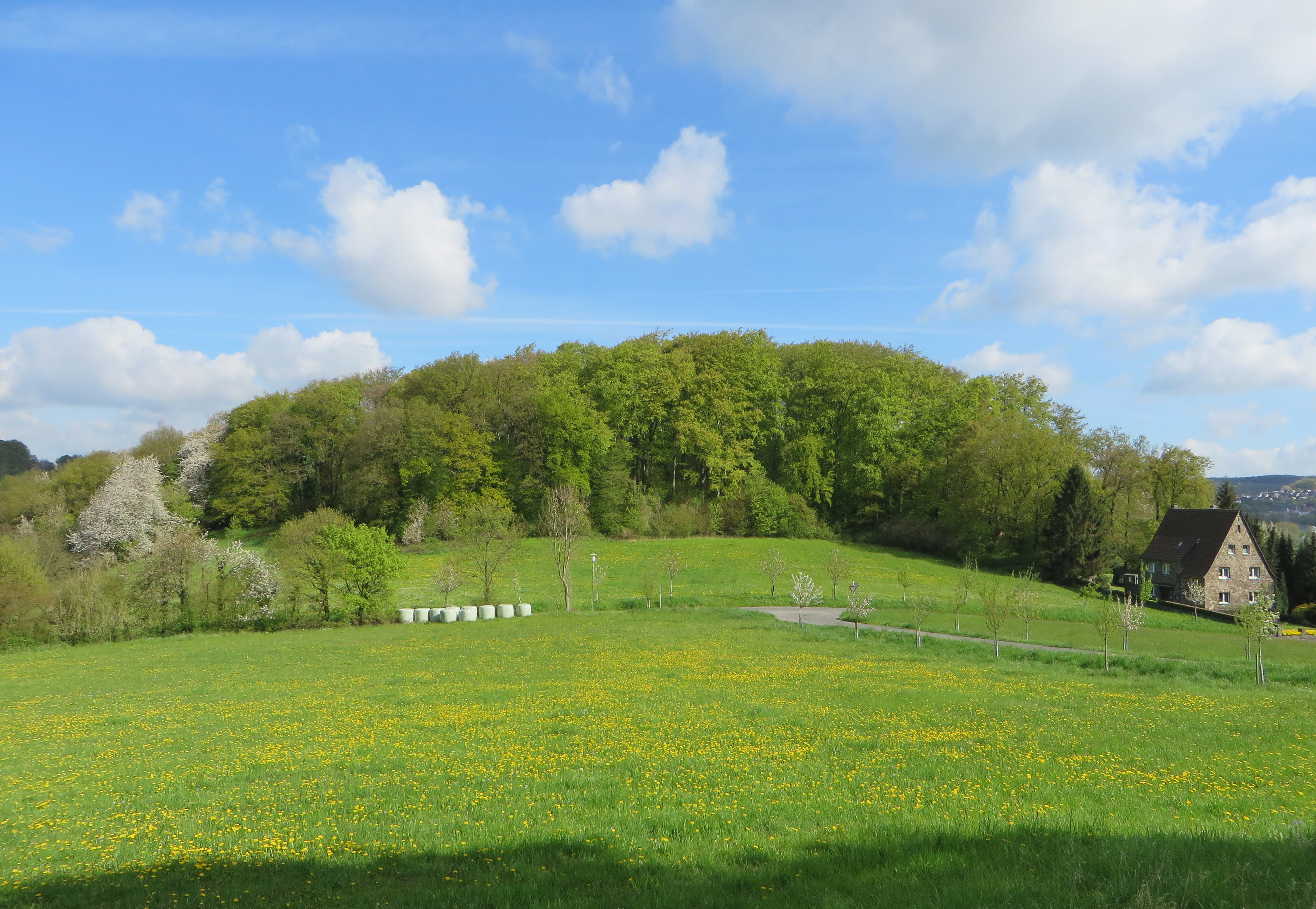
Das Naturschutzgebiet Hünenpforte (2016)

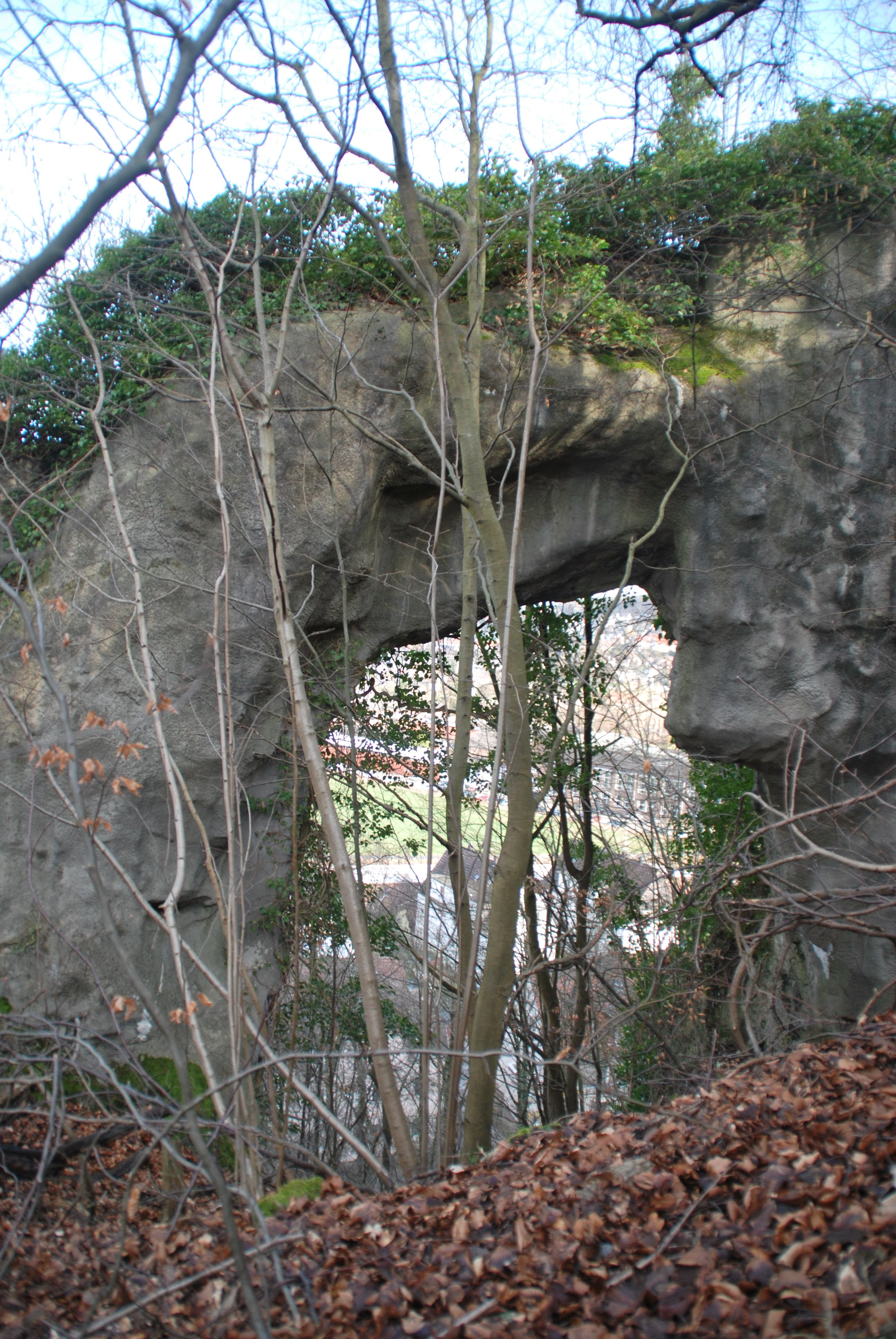
Namengebender Felsen Hünenpforte

Das Naturschutzgebiet Hünenpforte befindet sich auf dem Gebiet der kreisfreien Stadt Hagen in Nordrhein-Westfalen. Das Naturschutzgebiet (NSG) erstreckt sich zwischen Haßley, Herbeck, Holthausen und Hohenlimburg und liegt südlich des NSG Mastberg und Weißenstein. Diese beiden Naturschutzgebiete bilden zusammen mit dem Naturschutzgebiet Temporärer Mastberg, Naturschutzgebiet Lange Bäume und Naturschutzgebiet Raffenberg das FFH-Gebiet Kalkbuchenwälder bei Hohenlimburg (DE 4611-301). Das NSG grenzt im Osten direkt an die Bundesstraße 7. Im Westen, Norden und Südosten grenzt direkt die Bebauung an.

## Bedeutung
Das 5,655 ha große Gebiet ist seit 1950 unter der Kennung HA-001 wegen der besonderen Eigenart und hervorragenden Schönheit der Kalkklippen und des Felsentores Hünenpforte und der kulturhistorischen Bedeutung der ehemaligen Befestigung "Rücklenburg" und der wissenschaftlichen und erdgeschichtlichen Bedeutung der Hünenpforte und des Höhlensystems als Naturschutzgebiet ausgewiesen. Schutzzweck ist die Erhaltung und Wiederherstellung von Lebensgemeinschaften oder Lebensstätten bestimmter wildlebender Pflanzen- und wildlebender Tierarten in dem Kalkbuchenwald "Hünenpforte" und der Erhaltung und Entwicklung überregional bedeutsamer Biotope seltener und gefährdeter sowie landschaftsraumtypischer wildlebender Pflanzen- und wildlebender Tierarten von europäischer Bedeutung. Der Buchenwald hat eine ausgeprägte, botanisch wertvolle Strauch- und Krautschicht. Im Wald befinden sich Schlucht-, Block- und Hangschuttwälder, ferner Felsen, Blockschutthalden, Höhlen und Stollen. Im NSG befinden sich zahlreiche Höhlen mit Sinter- und Tropfsteinbildungen. Längere Höhlen sind Hünenpforte mit 240 m und Höhle Villa Ribbert mit 300 m Länge. 
Im Wald wachsen Pflanzen wie das Weiße Waldvöglein, das Rote Waldvöglein, das Blaugras, der Ruprechtsfarn, die Hirschzunge, der Waldsanikel, die Vogel-Nestwurz und der Seidelbast. Es kommen Vogelarten wie Mäusebussard, Buntspecht, Grünspecht und Waldlaubsänger vor. Die Schmetterlingsart Nagelfleck kommt vor. Im NSG kommen auch Tierarten wie verschiedene Höhlenspinnen, Käfer-, Kleinschmetterlings und Nachtfalterarten vor.

## Verbote und Gebote im NSG
Im NSG ist das Klettern an den Felsen und das Betreten der Felsköpfe Verboten. Für das NSG wurden eine Reihe spezieller Gebote erlassen. Zu den Geboten gehört die Erhöhung des Umtriebsalters (Alter in dem Bäume gefällt werden) der Buchenwälder auf mindestens 160 Jahre; Entwicklung intakter Waldmantel- und Saumgesellschaften; Durchführung einer Niederwaldwirtschaft auf dafür
geeigneten Flächen; Erhaltung zweier Alteichen für die Zerfallsphase am südlichen Rand des Naturschutzgebietes.